# Oligopogon enigmatus
Oligopogon enigmatus är en tvåvingeart som beskrevs av H. Oldroyd 1974. Oligopogon enigmatus ingår i släktet Oligopogon och familjen rovflugor. Inga underarter finns listade i Catalogue of Life.